# Formula TT 1979
Die Formla-TT-Saison 1979 war die dritte in der Geschichte der Formula TT und wurde von der Fédération Internationale de Motocyclisme als offizielle Weltmeisterschaft ausgeschrieben.
In allen drei Klassen wurden drei Rennen ausgetragen.

## Punkteverteilung
| Punktewertung | Punktewertung | Punktewertung | Punktewertung | Punktewertung | Punktewertung | Punktewertung | Punktewertung | Punktewertung | Punktewertung | Punktewertung |
| ------------- | ------------- | ------------- | ------------- | ------------- | ------------- | ------------- | ------------- | ------------- | ------------- | ------------- |
| Platz         | 1             | 2             | 3             | 4             | 5             | 6             | 7             | 8             | 9             | 10            |
| Punkte        | 15            | 12            | 10            | 8             | 6             | 5             | 4             | 3             | 2             | 1             |

In die Wertung kamen alle erzielten Resultate.

## Wissenswertes
- Die Formula TT wurde 1979 in drei Klassen ausgeschrieben.
  - In der TT-F1-Klasse waren Viertakter von 600 bis 1000 cm³ Hubraum und Zweitakter mit Hubräumen von 350 bis 500 cm³ erlaubt.
  - In der TT-F2-Klasse waren Viertakter von 400 bis 600 cm³ Hubraum und Zweitakter mit Hubräumen von 250 bis 350 cm³ erlaubt.
  - In der TT-F3-Klasse waren Viertakter von 200 bis 400 cm³ Hubraum und Zweitakter mit Hubräumen von 125 bis 250 cm³ erlaubt.
- Erstmals in der Geschichte der Formula TT bestand die Serie aus zwei Rennen. Neben der Isle of Man TT gehörte auch der Ulster Grand Prix zur Weltmeisterschaft.

## TT-F1-Klasse

### Rennergebnisse
|   | Rennen                | Strecke         | Platz 1     | Platz 2          | Platz 3       |
| - | --------------------- | --------------- | ----------- | ---------------- | ------------- |
| 1 | 61. Isle of Man TT    | Mountain Course | Alex George | Charlie Williams | Ron Haslam    |
| 2 | 50. Ulster Grand Prix | Dundrod         | Ron Haslam  | Tony Rutter      | Graeme Crosby |

### Fahrerwertung
| 1 | Ron Haslam       | Honda    | 25 |
| 2 | Alex George      | Honda    | 23 |
| 3 | Graeme Crosby    | Kawasaki | 18 |
| 4 | Charlie Williams | Honda    | 12 |
|   | Tony Rutter      | Honda    | 12 |
| 6 | Mike Hailwood    | Ducati   | 6  |
|   | Roger Marshall   | Honda    | 6  |
| 8 | Roger Bowler     | Honda    | 5  |

|    | Sam McClements | Honda    | 5 |
| 10 | George Fogarty | Ducati   | 4 |
|    | Jim Wells      | Suzuki   | 4 |
| 12 | Asa Moyce      | Kawasaki | 4 |
| 13 | Helmut Dähne   | Honda    | 3 |
|    | Chris Guy      | Honda    | 3 |
| 15 | Roger Corbett  | Kawasaki | 1 |
|    | Robin Drury    | Suzuki   | 1 |

## TT-F2-Klasse

### Rennergebnisse
|   | Rennen                | Strecke         | Platz 1          | Platz 2      | Platz 3      |
| - | --------------------- | --------------- | ---------------- | ------------ | ------------ |
| 1 | 61. Isle of Man TT    | Mountain Course | Alan Jackson sr. | Roger Bowler | Steve Tonkin |
| 2 | 50. Ulster Grand Prix | Dundrod         | Alan Jackson sr. | Dave Mason   | Roger Bowler |

### Fahrerwertung
| 1 | Alan Jackson sr. | Honda   | 30 |
| 2 | Roger Bowler     | Honda   | 22 |
| 3 | Steve Ward       | Benelli | 14 |
| 4 | Dave Mason       | Honda   | 12 |
| 5 | Steve Tonkin     | Honda   | 10 |
| 6 | Phil Odlin       | Honda   | 9  |
| 7 | Ian Richards     | Honda   | 8  |

| 8  | Jackie Hughes    | Honda   | 6 |
| 9  | Michael Hunt     | Laverda | 5 |
| 10 | J. Rodgers       | Honda   | 4 |
| 11 | Ray Knight       | Honda   | 3 |
| 12 | Peter Davies     | Laverda | 2 |
| 13 | David Goodfellow | Honda   | 1 |

## TT-F3-Klasse

### Rennergebnisse
|   | Rennen                | Strecke         | Platz 1     | Platz 2      | Platz 3         |
| - | --------------------- | --------------- | ----------- | ------------ | --------------- |
| 1 | 61. Isle of Man TT    | Mountain Course | Barry Smith | Roger Hunter | Malcolm Wheeler |
| 2 | 50. Ulster Grand Prix | Dundrod         | Barry Smith | Bill Smith   | Les Trotter     |

### Fahrerwertung
| 1 | Barry Smith     | Yamaha    | 30 |
| 2 | Bill Smith      | Honda     | 16 |
| 3 | Roger Hunter    | Honda     | 12 |
| 4 | Malcolm Wheeler | Aermacchi | 10 |
|   | Les Trotter     | Honda     | 10 |
| 6 | Neil Tuxworth   | Honda     | 10 |
| 7 | Tony Rutter     | Honda     | 8  |
| 8 | R. Hunter       | Honda     | 8  |
| 9 | Tommy Robb      | Suzuki    | 6  |

|    | Denis Casement         | Yamaha    | 6 |
| 11 | Derek Huxley           | Honda     | 4 |
| 12 | John Hammond           | Aermacchi | 3 |
|    | J. McCullagh           | Suzuki    | 3 |
| 14 | Vereinigtes Königreich | Aermacchi | 2 |
|    | John Caffrey           | Honda     | 2 |
|    | Harald Grasse          | Yamaha    | 1 |
|    | Jeff Middleton         | Honda     | 1 |